# Onze-Lieve-Vrouw-Hemelvaartkerk (Meetkerke)

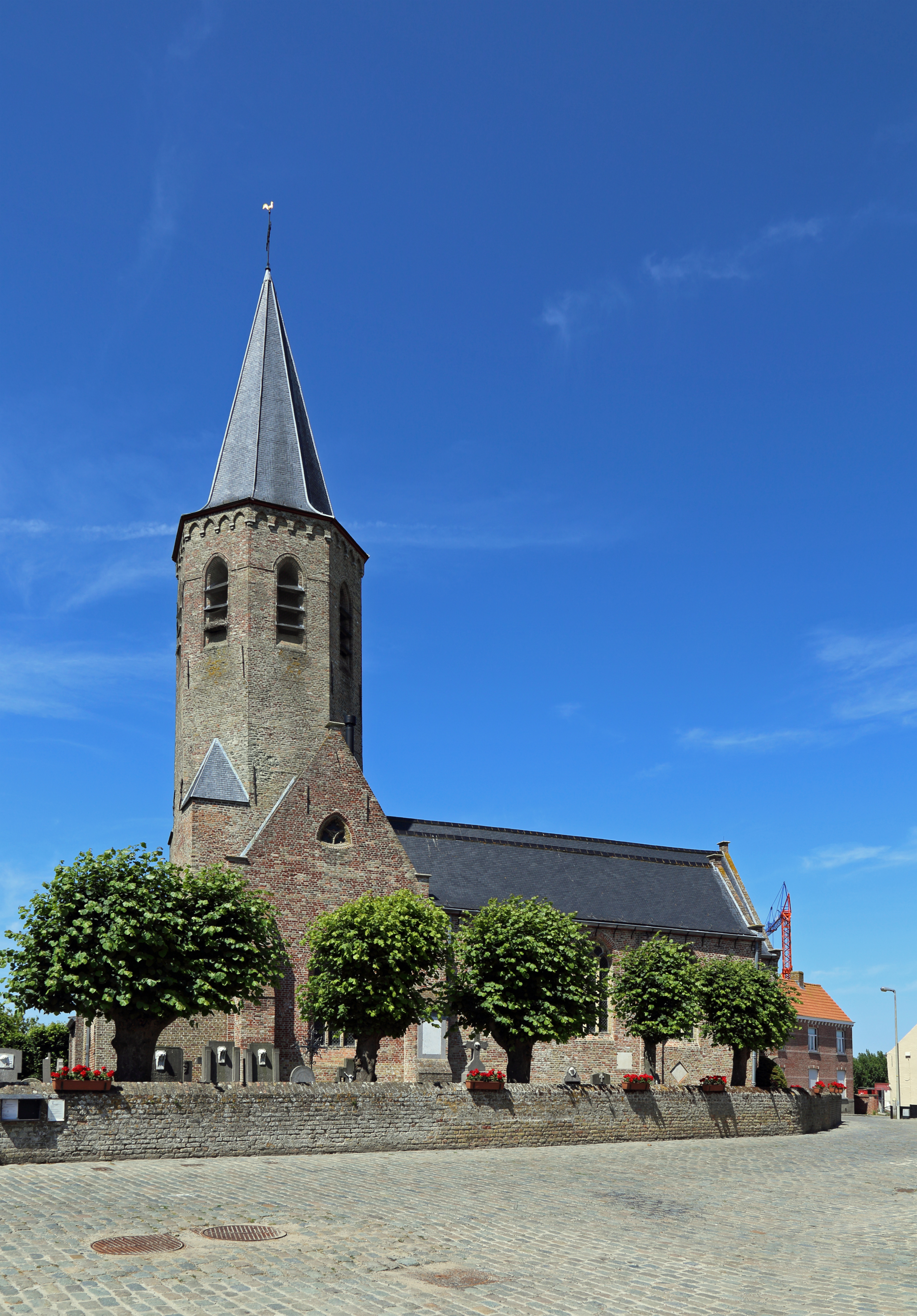
Onze-Lieve-Vrouw-Hemelvaartkerk

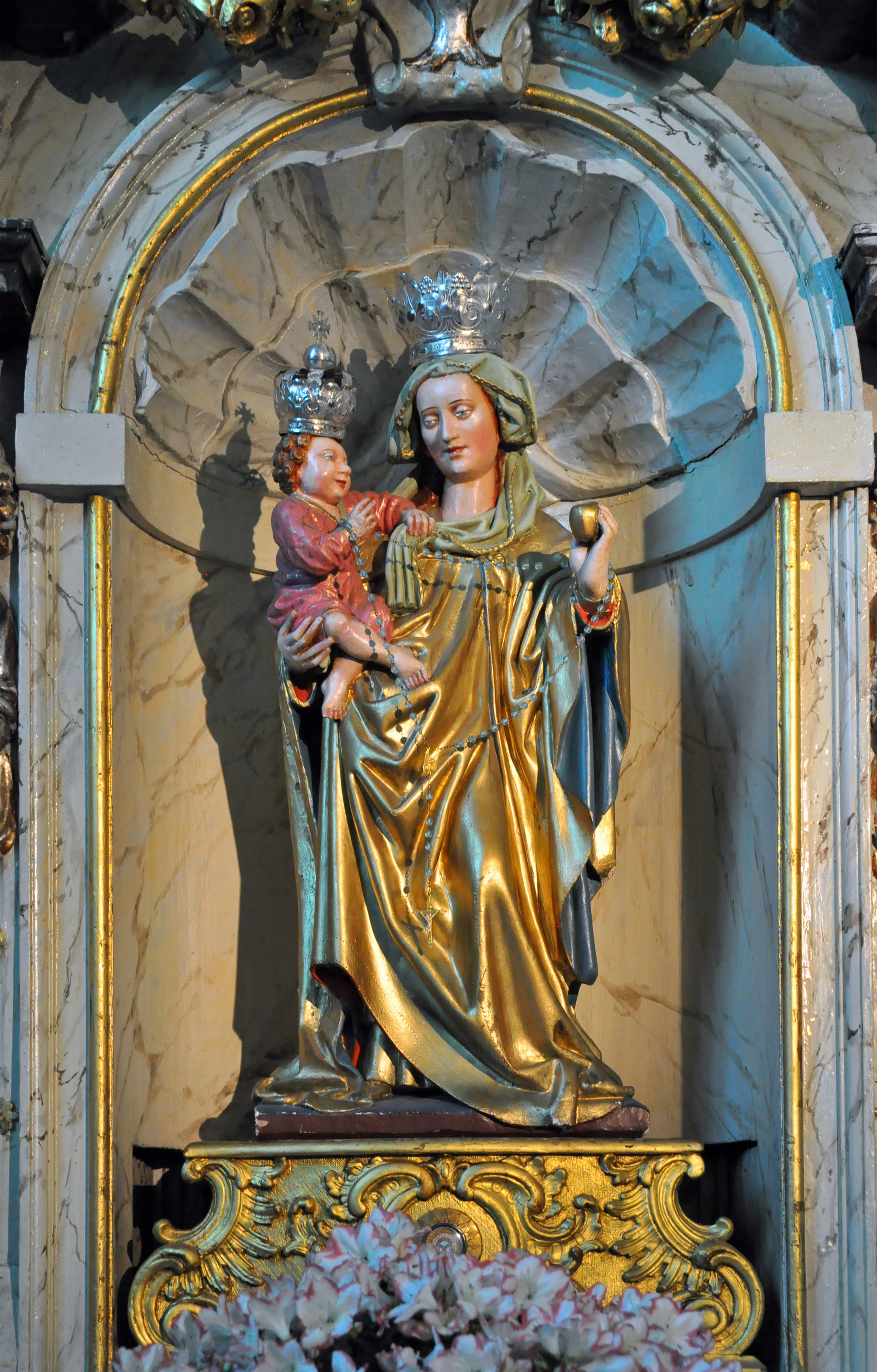
Mirakelbeeld

De Onze-Lieve-Vrouw-Hemelvaartkerk is de parochiekerk van de tot de West-Vlaamse gemeente Zuienkerke behorende plaats Meetkerke, gelegen aan de Dorpweg.

## Geschiedenis
Reeds in 961 zou er een parochie zijn. In 1193 is er een schriftelijke vermelding van deze parochie. In de 13e eeuw werd een bakstenen kruiskerk in vroeggotische stijl gebouwd. De kerk had een vieringtoren. Muurwerk van de vieringtoren bevat nog veldstenen, wat wijst op een romaans kerkgebouw dat aan de gotische kerk voorafging. Pas in 1520 werd de toren voltooid. In de jaren '70 van de 16e eeuw werd de kerk door de Geuzen vernield. De westelijke helft van de kerk werd daarop niet meer hersteld, maar in 1580 gesloopt. De vieringtoren werd daarmee tot westtoren. Tussen 1640 en 1643 werden de zijbeuken herbouwd en in 1644 werd het koor naar het oosten verlengd en werd ook de toren hersteld. In 1926 werd de kerk nog gerestaureerd onder architectuur van Alphonse De Pauw.

## Gebouw
Het betreft een driebeukige bakstenen hallenkerk met ingebouwde westtoren welke een vierkant grondvlak heeft en overgaat in een achtkante bovengeleding, gedekt door een achtkante spits. De kerk wordt omgeven door een kerkhof.

## Interieur
Het middenschip wordt overwelfd door een bepleisterd tongewelf. Het stucwerk toont elementen in rococostijl (omstreeks 1778). In de kerk bevindt zich een miraculeus Mariabeeld uit de 15e eeuw. De legende verhaalt dat Blankenbergse vissers het beeld uit zee hadden gevist en in een kapel bij zee hadden geplaatst. Het beeld bleek echter steeds uit de kapel te verdwijnen. Men heeft toen het beeld op een ezel gebonden om te kijken waar het beeld naar toe zou gaan. De ezel hield halt voor de kerk van Meetkerke, waar het beeld dus werd geplaatst en wat een doel voor bedevaartgangers was.
Er is een barok hoofdaltaar (1644), een Onze-Lieve-Vrouwe-altaar in de noordbeuk (1677) en een Sint-Antoniusaltaar in de zuidbeuk (17e-eeuws). Het koorgestoelte is van 1651, de preekstoel is 17e-eeuws, een kerkmeestersbank (1676) en biechtstoelen (18e eeuw). De orgelkast is in late rococostijl (1779) en werd ontworpen door Dominicus Berger.